# 16 germinal
16 ventôse 16 floréal
Le sextidi 16 germinal, officiellement dénommé jour de la laitue, est le 196e jour de l'année du calendrier républicain.
C'était généralement le 5e jour du mois d'avril dans le calendrier grégorien.

## Décès
- An II : 5 avril 1794
  - Exécution de Danton et de ses partisans.